# Izrail' Moiseevič Gel'fand
Izrail' Moiseevič Gel'fand (in russo Израиль Моисеевич Гельфанд?; in yiddish ישראל געלפֿאַנד‎?; Okny, 2 settembre 1913 – New Brunswick, 5 ottobre 2009) è stato un matematico sovietico, dal 1992 russo.
È considerato uno dei matematici più influenti del XX secolo grazie ai numerosi contributi, di grande importanza, a diversi rami della matematica, tra i quali la teoria dei gruppi, la rappresentazione dei gruppi e l'algebra lineare. Insegnò per molti anni presso l'Università statale di Mosca (nell'ex-Unione Sovietica) e infine presso la Rutgers University (nel New Jersey, Stati Uniti).
Gli furono tributati numerosi premi e riconoscimenti, tra i quali l'ordine di Lenin e il premio Wolf. Fu anche membro della Royal Society.

## Biografia
Israel Gel'fand nacque a Okny, in Ucraina, nei pressi di Odessa, nell'oblast di Cherson, da una famiglia di origini ebraiche, in quello che allora era l'impero russo. Dopo il dottorato lavorò presso l'Università statale di Mosca: Andrej Nikolaevič Kolmogorov fu il suo relatore.
È considerato da molti come la figura di spicco della scuola matematica sovietica, esercitando direttamente e tramite i suoi studenti una grande influenza in molti campi. Nel 1990 emigrò negli Stati Uniti, lavorando come visiting professor presso la Rutgers University.
Suo figlio, Sergei Gel'fand, è anch'egli un matematico; fra i suoi studenti ci sono Endre Szemerédi e Alexandre Kirillov.

## Contributi matematici
Tra i suoi contributi vi sono:
- la rappresentazione di Gelfand, nell'ambito della teoria delle algebre di Banach;
- il teorema di Gelfand-Naimark;
- il procedimento di Gelfand-Naimark-Segal, in analisi funzionale;
- la teoria delle rappresentazioni, per i gruppi di Lie complessi classici;
- contributi alla teoria dei moduli di Verma nella teoria delle rappresentazioni delle algebre di Lie semi-semplici (con I. N. Bernstein e S. I. Gelfand);
- contributi alla teoria delle distribuzioni e alla teoria della misura per spazi infinito-dimensionali[1];
- funtori di Coxeter;
- serie ipergeometriche generalizzate.